# Syndesus cancellatus
Syndesus cancellatus es una especie de coleóptero de la familia Lucanidae.

## Distribución geográfica
Habita en Nueva Caledonia.